# Carlos Lucas
Carlos Lucas Manríquez, född 4 juni 1930 i Villarrica i regionen Araucanía, död 19 april 2022 i Villarrica, var en chilensk boxare.
Lucas blev olympisk bronsmedaljör i lätt tungvikt i boxning vid sommarspelen 1956 i Melbourne.